# 戴亞蒙德 (伊利諾伊州)
戴亞蒙德（英語：Diamond）是位於美國伊利諾伊州格蘭迪縣和威爾縣的一個村落。

## 地理
戴亞蒙德的座標為41°17′16″N 88°15′14″W / 41.28778°N 88.25389°W，而該地最高點為海拔高度172米（即564英尺）。

## 人口
根據2010年美國人口普查的數據，戴亞蒙德的面積為4.89平方千米，當中陸地面積為4.89平方千米，而水域面積為0.00平方千米。當地共有人口2527人，而人口密度為每平方千米516人。